# La Trinitaria

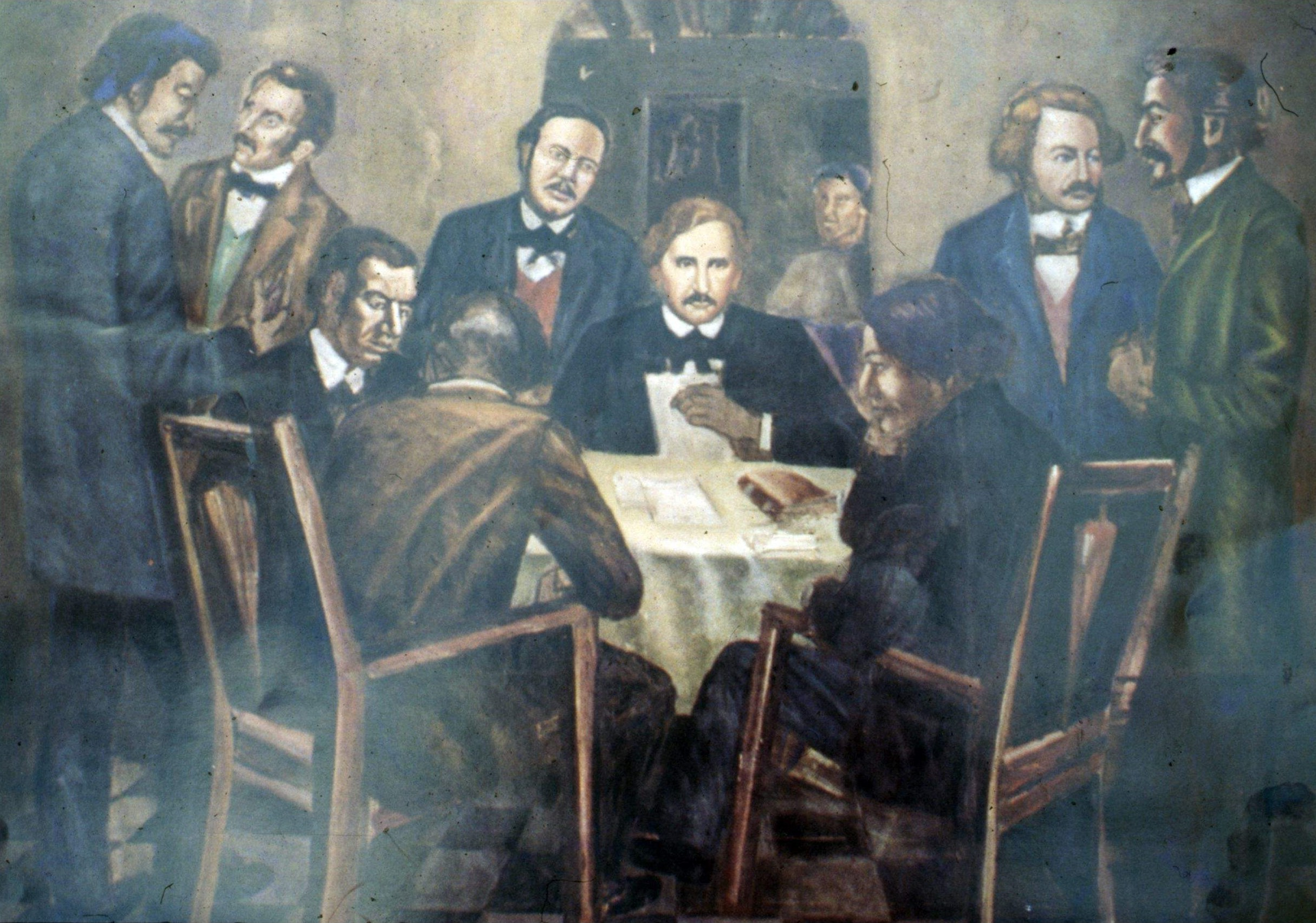
Rappresentazione dei Trinitari. Nel centro, Juan Pablo Duarte indica le direttive per la lotta contro l'invasione Haitiana.

La Trinitaria era una società segreta, creata il 16 luglio 1838 da Juan Pablo Duarte e altri dominicani. La società aveva lo scopo di rendere indipendente la zona orientale dell'isola Hispaniola dall'occupazione haitiana e fondare lo stato che sarebbe poi stato chiamato Repubblica Dominicana. 
Il nome della società fu scelto in onore della Santissima Trinità (Padre, Figlio e Spirito Santo), ma al contempo alludeva alla modalità di reclutamento dei nuovi adepti: ogni nuovo associato doveva reclutare altri due nuovi membri, che non dovevano rivelare l'identità degli altri. Tale tecnica di reclutamento era stata importata dallo stesso Juan Pablo Duarte dopo un soggiorno in Europa. Dopo il reclutamento era previsto un giuramento di fedeltà chiamato giuramento trinitario.

## Fondazione della Trinitaria
La fondazione della Trinitaria ebbe luogo lunedì 16 luglio 1838, alle 11 del mattino, nella città di Santo Domingo, in calle dell'Arquillo (chiamata in seguito calle Santo Tomás ed attualmente calle Arzobispo Nouel), al civico 255, di fronte alla Chiesa Nuestra Senora del Carmen, nella modesta casa di Doña Josefa Pérez della Pace (Chepita) e suo figlio Juan Isidro Pérez. La scelta di riunirsi in quel preciso momento era mirata a mantenere la segretezza del consesso, giacché coincideva col passaggio di una processione. 
In questa storica riunione, Duarte disse ai presenti:
Amigos míos, estamos aquí para ratificar el propósito que habíamos concebido de conspirar y hacer que el pueblo se subleve contra el poder haitiano, a fin de constituirnos en Estado libre e independiente con el nombre de República Dominicana. La cruz blanca que llevará nuestra bandera dirá al mundo que el pueblo dominicano, al ingresar en la vida de la libertad, proclama la unión de todas las razas por los vínculos de la civilización y el cristianismo... La situación en que nos colocaremos será muy grave, y tanto más, cuanto que entrando ya en este camino, retroceder será imposible. Ahora bien, en este momento hay tiempo todavía de rehuir el compromiso. Por tanto, si alguno quisiera separarse...»
In quel momento i presenti lo interruppero e gli ratificarono la decisione di combattere per la proclamazione della Repubblica Dominicana. 
Duarte prese dunque dalla tasca un foglio che tutti dovevano firmare col proprio sangue, non prima di aver prestato giuramento sul testo scritto dallo stesso Duarte, firmando il foglio e anteponendo una croce al nome di ognuno.

### I Trinitari
Il gruppo di giovani reclutati da Juan Pablo Duarte disponeva delle risorse necessarie sia per coprire le spese economiche degli spostamenti tra le città dell'isola che per sostenere le attività di organizzazione e reclutamento di nuovi membri. 
I nove fondatori erano divisi in tre gruppi, da cui il nome Trinitaria, ed erano:
- Juan Pablo Duarte
- Juan Isidro Pérez
- Pedro Alejandro Pina
- Félix María Ruiz
- José María Serra de Castro
- Juan Alejandro Acosta
- Felipe Alfau
- Juan Nepomuceno Ravelo
- Benito González
- Jacinto de la Concha

In risposta ad un comunicato, in seguito si unirono al gruppo Francisco del Rosario Sánchez, Matías Ramón Mella e Vicente Celestino Duarte. 
Dopo la costituzione della società si decise che la futura Repubblica Dominicana avrebbe avuto la sua bandiera tricolore, in quadrati, rossi carnagione e blu, attraversati con una croce bianca che simboleggia la purezza.

## La Filantropica
I membri della società "La Trinitaria" fondarono successivamente  La Filantrópica, che perseguiva gli stessi obiettivi, ma non in maniera segreta, con il fine di indottrinare e propagare le idee nazionaliste. Le riunioni pubbliche de "La Filantropica" si tenevano in casa di Pedro Alejandrino Pina García, ubicata in una strada che attualmente si chiama Pedro A. Pina. Il motto utilizzato fu: “Pace, Unione e Amicizia”.
La Filantrópica sorse dopo lo scioglimento della società segreta “La Trinitaria”, scioglimento attribuito all'atteggiamento di Felipe Alfau, uno dei primi fondatori.
Le sessioni della Filantrópica erano pubbliche e si pronunciavano “discorsi” che alcuni del popolo ascoltavano ed alcune volte applaudivano con entusiasmo, dei quali non rimane alcuna copia.
L'organizzazione trasformò il vecchio edificio "L'Antico Carcere Pubblico" (oggi Museo della Cattedrale), in un teatro capace di ricevere comodamente un centinaio di spettatori. Fu costruito da un  patriota di nome Manuel Guerriero, con l'intento di mettere in scena drammi e commedie per svegliare lo spirito patriottico.

## Il teatro
Il teatro è stato il mezzo per mantenere vivo nello spirito della gente l'idea dell'indipendenza, dopo ventidue anni di oppressione. Duarte conosceva la cultura popolare e si impegnò a diffondere gli ideali rivoluzionari perché sentì parlare, durante il suo soggiorno in Catalogna, dell'uso che si fece in Spagna del teatro nell'innalzare il sentimento nazionalista del popolo contro la dominazione francese.
Fondò allora quello che chiamò La Drammatica, dove quasi tutti i trinitari presero parte come attori. In questo modo, la gente si divertiva e contemporaneamente veniva a conoscenza della lotta di un popolo per liberarsi di un governo oppressore, tramite rappresentazioni di opere teatrali che loro dirigevano.

## Altri usi

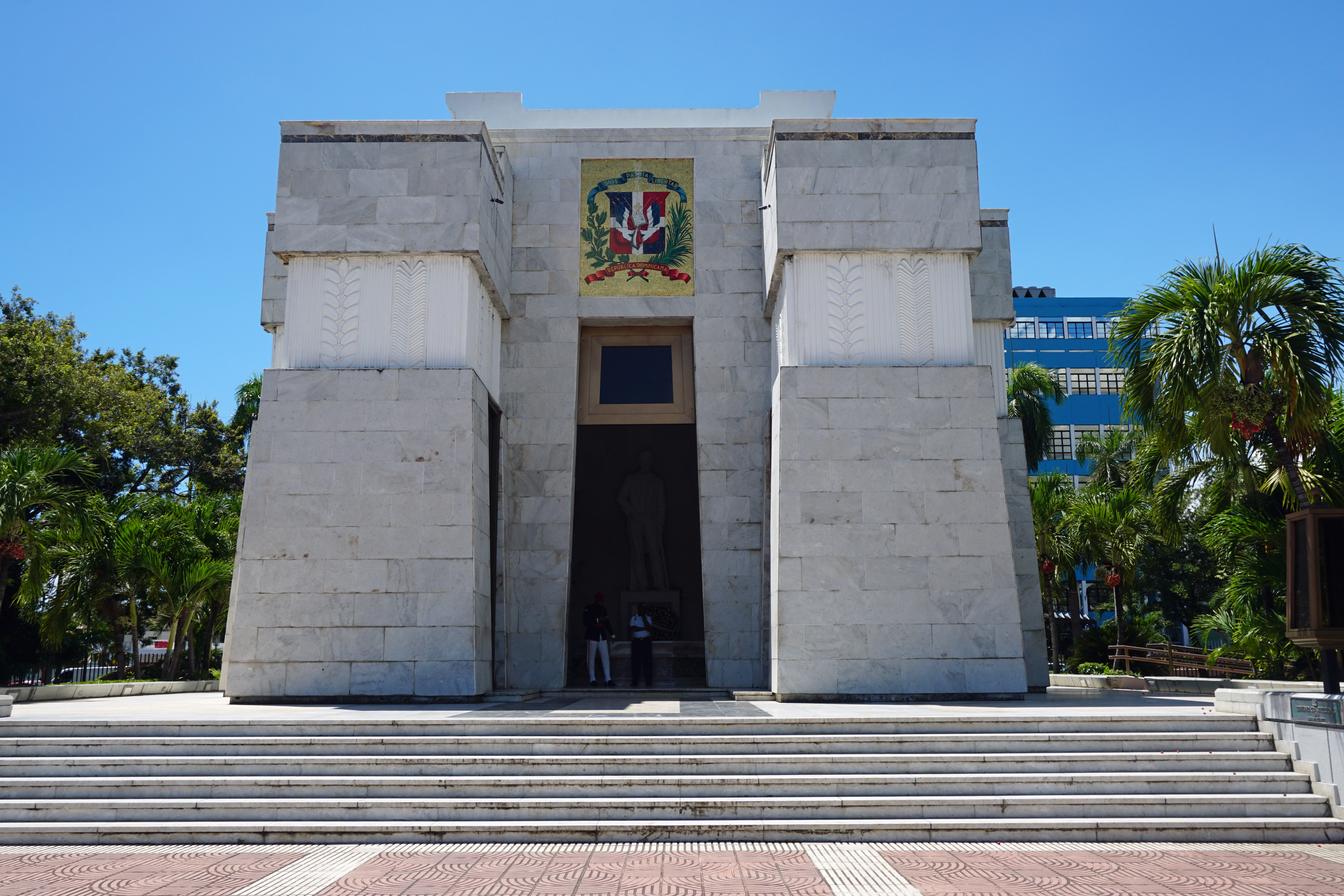
L'Altare della Patria, dove giacciono i resti dei fondatori della Repubblica Dominicana: Duarte, Sánchez e Mella.

Oggi La Trinitaria fa riferimento ai fondatori della Repubblica Dominicana. L'uso è un gioco di parole dove il concetto della Trinidad si sovrappone a quello di nazione per parte dei tre padri fondatori: Duarte, Sánchez e Mella.